# Fugger (Familienname)
Fugger ist ein deutscher Familienname.

## Bedeutung und Herkunft
Fugger ist ein oberdeutscher Familienname. Eigentlich Fucker zu spätmittelhochdeutsch fucker (Schere zum Hausschafscheren).

## Frühe Belege des Namens
- 1367: Fucker belegt in Graben (Bayern)[2]
- 1414: Mertt Fukcher belegt in Mähren[3]

## Bekannte Namensträger

### A
- Andreas Fugger, genannt der Reiche (1394 oder 1406–1457), gilt als Stammvater der Fugger vom Reh
- Anna Fugger (1584–1616) (1584–1616), schwäbische Adlige
- Anna Fugger (1505–1548), Ehefrau von Anton Fugger
- Anselm Maria Fugger von Babenhausen (1766–1821), Graf und später Reichsfürst des Fürstentums Babenhausen
- Anton Fugger von der Lilie (1493–1560), deutscher Kaufmann und Bankier
- Anton Ignaz von Fugger-Glött (1711–1787), Bischof der Diözese Regensburg sowie Reichsfürst des zugehörigen Hochstifts

### B
- Barbara Fugger (1419–1497), Frau Jakob Fuggers des Älteren

### C
- Carl Ernst Fürst Fugger von Glött (1859–1940), Jurist, Kronoberstmarschall und Präsident der Bayerischen Kammer der Reichsräte

### E
- Eberhard Fugger (1842–1919), österreichischer Naturforscher
- Eleonora Fugger von Babenhausen (Fürstin Nora Fugger; 1864–1945), österreichische Aristokratin und Salonnière
- Else Marie Fugger (1903–1982), deutsche SED-Funktionärin in der DDR, Sekretärin von Walter Ulbricht

### F
- Felix Adam Joseph von Fugger-Glött (1719–1770), Domherr in Köln und Konstanz sowie Chorbischof des Kölner Domkapitels
- Fidelis Ferdinand von Fugger zu Glött (1795–1876), deutscher Politiker und Baumwollfabrikant

### G
- Georg Fugger von der Lilie (1453–1506), deutscher Kaufmann
- Georg Fugger zu Wasserburg und Tratzberg (1577–1643), österreichischer Rat, kaiserlicher Kämmerer sowie Landvogt in Ober- und Niederschwaben

### H
- Hans Fugger (Weber) (?–1408/09), Weber und Stammvater beider Fugger-Linien
- Hans Fugger von der Lilie (1531–1598)
- Harald Fugger (* 1947), deutscher Brigadegeneral der Bundeswehr
- Heimo Fugger (* 2007), österreichischer Radsportler

### J
- Jakob Fugger der Ältere (1398–1469), deutscher Kaufmann
- Jakob Fugger (Jakob Fugger der Reiche; 1459–1525), deutscher Kaufmann
- Jakob III. Fugger (1542–1598), deutscher Kaufmann und Grundbesitzer
- Jakob Fugger (Bischof) (Jakob IV. Fugger; 1567–1626), deutscher Geistlicher, Fürstbischof von Konstanz
- Johann Christoph Fugger (1561–1612), deutscher Adliger, Kanzleischreiber in Prag
- Johann Eusebius Fugger (1617–1672), Präsident des Reichskammergerichts zu Speyer
- Johann Jakob Fugger (Hans Jakob Fugger, 1516–1575), deutscher Kaufmann und Bankier
- Johann Karl Philipp von Fugger-Glött (1691–1748), Domherr in Köln
- Johann Fugger der Ältere (auch Hans, 1583–1633), Kaufmann und Grundbesitzer sowie Herr auf Schloss Babenhausen und Boos
- Johannes Fugger (Hans Fugger der Jüngere; 1591–1638), Kaufmann und Geheimer Rat der Stadt Augsburg
- Joseph Fugger von Glött (1869–1903), deutscher Offizier der Kaiserlichen Schutztruppe und Leiter der deutschen Verwaltung in Adamaua
- Joseph Wilhelm von Fugger-Glött (1683–1749), Domherr in Köln
- Joseph-Ernst Fugger von Glött (1895–1981), deutscher Politiker der CSU

### K
- Karl Fugger (Jurist) (1597–1662), deutscher Jurist und Präsident des Reichskammergerichts zu Speyer
- Karl Fugger (1897–1966), deutscher Parteifunktionär (KPD), Gewerkschafter und Widerstandskämpfer gegen das NS-Regime
- Leopold Fugger von Glött (1797–1859), königlich bayerischer Regierungsbeamter

### L
- Leopold Graf Fugger von Babenhausen (1893–1966), deutscher Offizier, zuletzt Generalmajor der Luftwaffe der Wehrmacht
- Lukas Fugger (Lukas I. Fugger vom Reh; 1439–nach 1499), Sohn des Andreas Fugger und Chef des Familienunternehmens

### M
- Maria Magdalena Fugger, Adelige aus dem Hause Fugger und Ehefrau von Nikolaus II. Pálffy
- Markus Fugger d. Ä. (Marx Fugger) von der Lilie (1529–1597)

### O
- Octavianus Secundus Fugger (1549–1600), deutscher Handelsherr
- Otto Heinrich Fugger (1592–1644), Kaiserlicher und Kurbayerischer Heerführer im Dreißigjährigen Krieg

### P
- Paul Fugger (1637–1701), Reichshofrat und kurbayerischer Obersthofmeister
- Philipp Eduard Fugger (1546–1618), deutscher Handelsherr

### R
- Raymund Fugger von der Lilie (1489–1535), Reichsgraf und Kunstsammler

### S
- Sibylla Fugger († 1546), Ehefrau von Jakob Fugger
- Sigmund Fugger von Kirchberg und Weißenhorn (1542–1600), katholischer Pfarrer und Bischof von Regensburg

### U
- Ulrich Fugger der Ältere (1441–1510), deutscher Kaufmann
- Ulrich Fugger der Jüngere (1490–1525), deutscher Kaufmann
- Ulrich Fugger (Humanist) (1526–1584), deutscher Kaufmann und Humanist

## Varianten
- Fuckart, Fuckert und Wollfucker